# Kabylophytoecia
Kabylophytoecia is een kevergeslacht uit de familie van de boktorren (Cerambycidae). De wetenschappelijke naam van het geslacht werd voor het eerst geldig gepubliceerd in 2005 door Sama.

## Soorten
Kabylophytoecia is monotypisch en omvat slechts de volgende soort:
- Kabylophytoecia cirteensis (Lucas, 1842)